# Metallolophia vitticosta
Metallolophia vitticosta là một loài bướm đêm trong họ Geometridae.